# Al-Salam Boccaccio 98
El M/S Al-Salam Boccaccio 98 (en árabe Salam سلام significa "paz") fue un ferry egipcio, el cual operaba bajo el mando de El Salam Maritime Transport, que se hundió el 2 de febrero de 2006 en el mar Rojo mientras realizaba la ruta de Duba, Arabia Saudí, hasta Safaga, al sur de Egipto. La última posición conocida fue a 100 km (62 millas) de Duba, cuando perdió el contacto a las 22:00 EET (20:00 UTC).
El barco transportaba a unos 1.400 pasajeros y tripulantes. Se cree que la mayoría eran egipcios que trabajaban en Arabia Saudita, pero también había peregrinos que regresaban del Hach en La Meca. El barco también transportaba unos 220 vehículos. No se escuchó ninguna señal de socorro desde el barco y las malas condiciones meteorológicas dificultaron la operación de búsqueda y rescate. Se rescató a 388 supervivientes.
La causa inmediata del naufragio parece haber sido una acumulación de agua de mar en el casco, cuando los bomberos intentaban extinguir un incendio en la sala de máquinas. A esto se sumó un fallo de diseño propio de los buques Ro-Ro, en los que pequeñas inundaciones de la cubierta pueden cobrar impulso rápidamente debido al efecto de superficie libre . Cuando el capitán pidió permiso para regresar a puerto, los propietarios del barco le ordenaron que continuara, a pesar de saber que se había producido un incendio. Los propietarios fueron encarcelados en 2009 tras revocarse su absolución original.

## Hundimiento

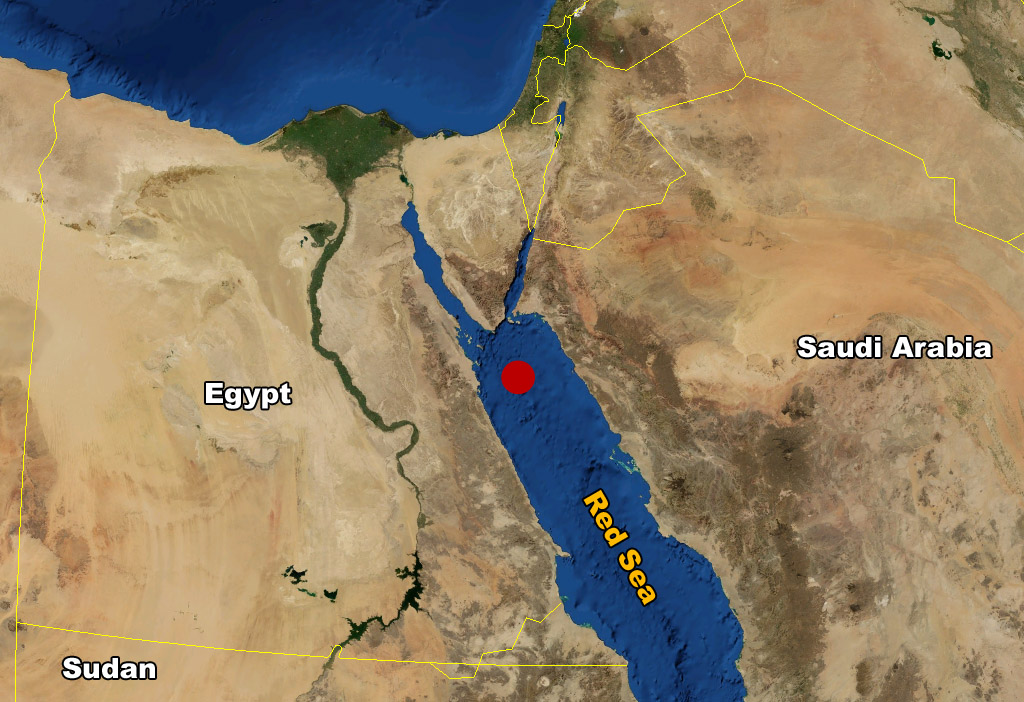
Lugar del hundimiento.

Su última posición conocida fue a 100 km (62 mi) de Duba, cuando perdió contacto con la costa alrededor de las 22:00 EET (20:00 UTC). Los primeros informes de las declaraciones de los supervivientes indicaban que el humo de la sala de máquinas fue seguido de un incendio que continuó durante algún tiempo. También se informó de que el buque se escoró poco después de salir del puerto y que, tras continuar durante algunas horas, la escora se agravó y el buque zozobró en 10 minutos mientras la tripulación luchaba contra el fuego. 
En un noticiario radiofónico de la BBC, un portavoz ministerial egipcio declaró que el incendio se había iniciado en una zona de almacenamiento, fue controlado, pero volvió a declararse. La importancia del incendio se vio corroborada por declaraciones atribuidas a miembros de la tripulación, según las cuales «los bomberos básicamente hundieron el barco cuando el agua de mar que utilizaron para combatir el incendio se acumuló en el casco porque las bombas de drenaje no funcionaban».